# Efeito Maggi-Righi-Leduc
Efeito Maggi-Righi-Leduc é a mudança na condutividade térmica de um material condutor quando este é submetido à ação de um campo magnético.